# La Boissière-en-Gâtine
La Boissière-en-Gâtine est une commune du Centre-Ouest de la France située dans le département des Deux-Sèvres, en région Nouvelle-Aquitaine.

## Géographie

### Localisation et communes limitrophes
| Allonne         | Allonne                | Saint-Pardoux       |
|                 | La Boissière-en-Gâtine |                     |
| Les Groseillers | Saint-Marc-la-Lande    | Saint-Marc-la-Lande |

### Climat
Pour des articles plus généraux, voir Climat de la Nouvelle-Aquitaine et Climat des Deux-Sèvres.
Historiquement, la commune est exposée à un climat océanique du nord-ouest.  
En 2020, Météo-France publie une typologie des climats de la France métropolitaine dans laquelle la commune est exposée à un climat océanique et est dans la région climatique  Poitou-Charentes, caractérisée par un bon ensoleillement, particulièrement en été et des vents modérés.
Pour la période 1971-2000, la température annuelle moyenne est de 11,3 °C, avec une amplitude thermique annuelle de 14,7 °C. Le cumul annuel moyen de précipitations est de 1 021 mm, avec 13,3 jours de précipitations en janvier et 7,2 jours en juillet. Pour la période 1991-2020, la température moyenne annuelle observée sur la station météorologique la plus proche, située sur la commune de Secondigny à 7 km à vol d'oiseau, est de 11,9 °C et le cumul annuel moyen de précipitations est de 1 097,1 mm,. Pour l'avenir, les paramètres climatiques de la commune estimés pour 2050 selon différents scénarios d’émission de gaz à effet de serre sont consultables sur un site dédié publié par Météo-France en novembre 2022.

## Urbanisme

### Typologie
Au 1er janvier 2024, La Boissière-en-Gâtine est catégorisée commune rurale à habitat très dispersé, selon la nouvelle grille communale de densité à sept niveaux définie par l'Insee en 2022.
Elle est située hors unité urbaine et hors attraction des villes,.

### Occupation des sols
L'occupation des sols de la commune, telle qu'elle ressort de la base de données européenne d’occupation biophysique des sols Corine Land Cover (CLC), est marquée par l'importance des territoires agricoles (98,8 % en 2018), une proportion identique à celle de 1990 (98,8 %). La répartition détaillée en 2018 est la suivante : 
terres arables (50,1 %), zones agricoles hétérogènes (28,1 %), prairies (18,7 %), cultures permanentes (2 %), forêts (1,2 %). L'évolution de l’occupation des sols de la commune et de ses infrastructures peut être observée sur les différentes représentations cartographiques du territoire : la carte de Cassini (XVIIIe siècle), la carte d'état-major (1820-1866) et les cartes ou photos aériennes de l'IGN pour la période actuelle (1950 à aujourd'hui).

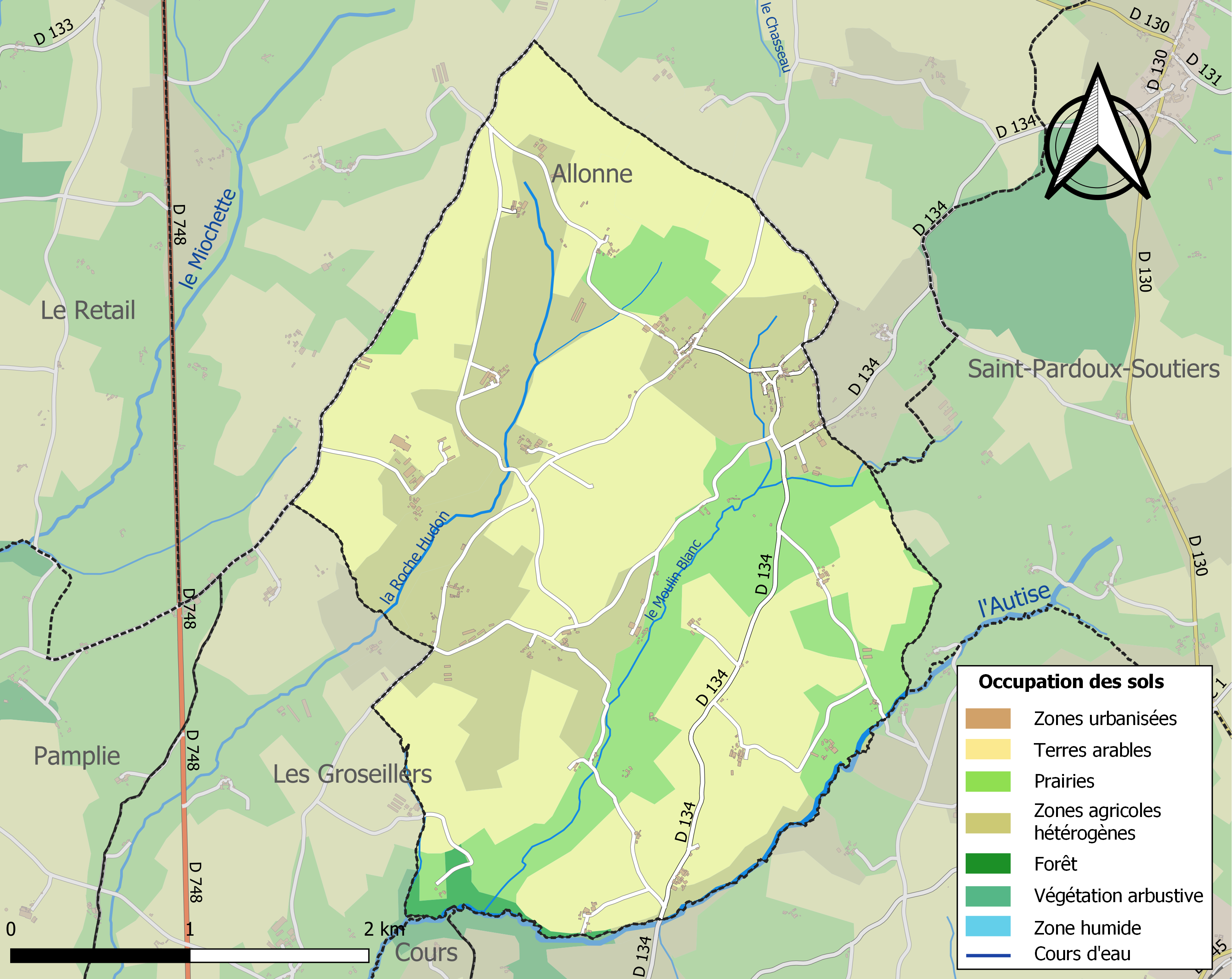
Carte des infrastructures et de l'occupation des sols de la commune en 2018 (CLC).

### Risques majeurs
Le territoire de la commune de La Boissière-en-Gâtine est vulnérable à différents aléas naturels : météorologiques (tempête, orage, neige, grand froid, canicule ou sécheresse), inondations, mouvements de terrains et séisme (sismicité modérée). Il est également exposé à un risque particulier : le risque de radon. Un site publié par le BRGM permet d'évaluer simplement et rapidement les risques d'un bien localisé soit par son adresse soit par le numéro de sa parcelle.

#### Risques naturels
Certaines parties du territoire communal sont susceptibles d’être affectées par le risque d’inondation par débordement de cours d'eau, notamment l'Autise. La commune a été reconnue en état de catastrophe naturelle au titre des dommages causés par les inondations et coulées de boue survenues en 1982, 1983, 1999 et 2010,.

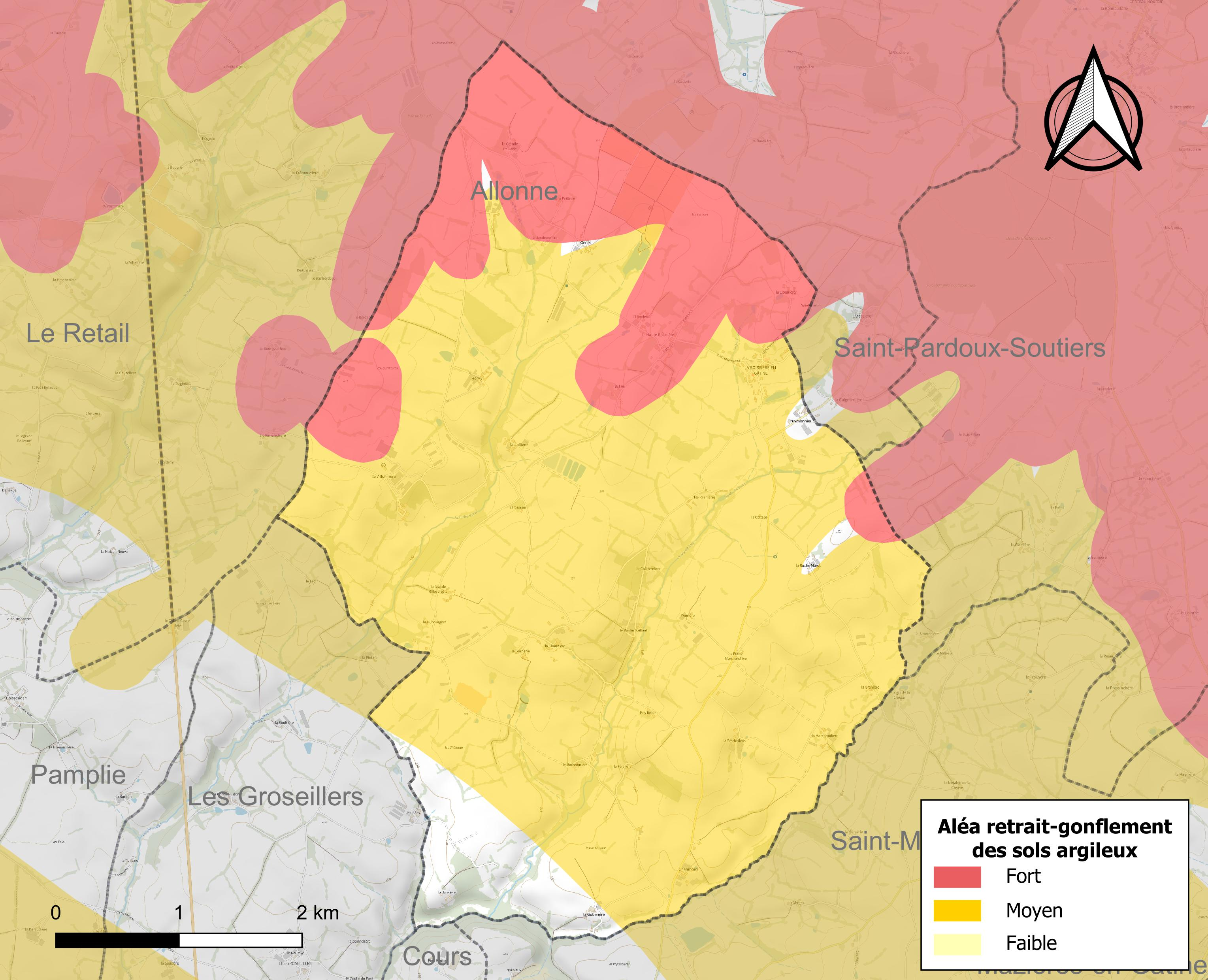
Carte des zones d'aléa retrait-gonflement des sols argileux de La Boissière-en-Gâtine.

Les mouvements de terrains susceptibles de se produire sur la commune sont des tassements différentiels. Le retrait-gonflement des sols argileux est susceptible d'engendrer des dommages importants aux bâtiments en cas d’alternance de périodes de sécheresse et de pluie. 93,9 % de la superficie communale est en aléa moyen ou fort (54,9 % au niveau départemental et 48,5 % au niveau national). Depuis le 1er octobre 2020, en application de la loi ELAN, différentes contraintes s'imposent aux vendeurs, maîtres d'ouvrages ou constructeurs de biens situés dans une zone classée en aléa moyen ou fort,.
La commune a été reconnue en état de catastrophe naturelle au titre des dommages causés par la sécheresse en 1989, 1992 et 2005 et par des mouvements de terrain en 1999 et 2010.

#### Risque particulier
Dans plusieurs parties du territoire national, le radon, accumulé dans certains logements ou autres locaux, peut constituer une source significative d’exposition de la population aux rayonnements ionisants. Selon la classification de 2018, la commune de La Boissière-en-Gâtine est classée en zone 2, à savoir zone à potentiel radon faible mais sur lesquelles des facteurs géologiques particuliers peuvent faciliter le transfert du radon vers les bâtiments.

## Histoire
Il y avait une commanderie des Templiers, qui est passée aux Hospitaliers, d'où le nom de L'Hôpiteau de la Boissière-en-Gâtine.
Maison du Temple de La Boissière-en-Gâtine
La Boissière-en-Gatine est située dans le canton de Mazières-en-Gâtine mais en fait, géographiquement parlant, elle est plus proche d'Allonne.
L'église St Martin, restaurée au XVIIIe siècle, est un édifice roman. La porte date du XIe siècle. Le clocher a été construit au XVIIe siècle. L'église est inscrite sur la liste des monuments historiques depuis 1929.
Pendant la Révolution, Louis-Hercule Terrasson, curé de la commune, prête serment de fidélité à la Constitution. Il fut attaqué par les Vendéens qui n'acceptaient pas ses opinions républicaines. Il se défend et parvient à
les repousser. Plus tard, il abandonne sa paroisse et s'enfuit à Champdeniers. Cependant, il regretta d'avoir démissionné et reprit ses fonctions. Il était encore curé de La
Boissière en 1798.
La Boissière est le siège de la Maison Noble de Puy Robin, et il y eut, à une époque, une commanderie qui a ensuite appartenu à l'ordre charitable de Jérusalem.
Situé entre Puymonnier et la Roche-Marot, ce lieu a été, selon les légendes locales, le siège d'une commanderie.

## Administration
| Période | Période          | Identité        | Étiquette | Qualité |
| ------- | ---------------- | --------------- | --------- | ------- |
| 2001    | 2008             | Gérard Boutin   |           |         |
| 2008    | 2018 (démission) | Yannick Pacreau |           |         |
| 2018    | En cours         | Thierry Deligné |           |         |

## Démographie
À partir du XXIe siècle, les recensements réels des communes de moins de 10 000 habitants ont lieu tous les cinq ans. Pour La Boissière-en-Gâtine, cela correspond à 2004, 2009, 2014, etc. Les autres dates de « recensements » (2006, 2009, etc.) sont des estimations légales.
| 1793 | 1800 | 1806 | 1821 | 1831 | 1836 | 1841 | 1846 | 1851 |
| ---- | ---- | ---- | ---- | ---- | ---- | ---- | ---- | ---- |
| 399  | 441  | 410  | 444  | 471  | 510  | 508  | 544  | 525  |

| 1856 | 1861 | 1866 | 1872 | 1876 | 1881 | 1886 | 1891 | 1896 |
| ---- | ---- | ---- | ---- | ---- | ---- | ---- | ---- | ---- |
| 488  | 480  | 474  | 470  | 500  | 471  | 499  | 519  | 510  |

| 1901 | 1906 | 1911 | 1921 | 1926 | 1931 | 1936 | 1946 | 1954 |
| ---- | ---- | ---- | ---- | ---- | ---- | ---- | ---- | ---- |
| 508  | 519  | 507  | 495  | 452  | 461  | 452  | 445  | 411  |

| 1962 | 1968 | 1975 | 1982 | 1990 | 1999 | 2004 | 2006 | 2009 |
| ---- | ---- | ---- | ---- | ---- | ---- | ---- | ---- | ---- |
| 423  | 346  | 301  | 302  | 277  | 251  | 255  | 248  | 234  |

| 2014 | 2019 | 2022 | - | - | - | - | - | - |
| ---- | ---- | ---- | - | - | - | - | - | - |
| 245  | 236  | 226  | - | - | - | - | - | - |

## Économie
Le village a une activité économique basée sur l’agriculture, plus particulièrement l'élevage. Le principal employeur de la commune est la société Boye Accouvage qui emploie une centaine de personnes.

## Culture locale et patrimoine

### Lieux et monuments
- L'église Saint-Martin du XIIe siècle. L'édifice a été inscrit au titre des monuments historique en 1929[25].